# Stella (simbolo)

Stelle di varie forme e dimensioni.

La stella è un ideogramma che spesso rappresenta la stella astronomica, da cui il nome, ma a cui sono associati anche altri significati in vari contesti.

## Stella a tre punte
Simbolo presente nel marchio della Mercedes, nell'emblema di alcune Panzer-Division e nella bandiera delle Brigate internazionali.

## Stella a quattro punte
In araldica chiamata croce stellata o croce a stella.

### Glifi a quattro punte
| Nome                    | Carattere | Codice |
| ----------------------- | --------- | ------ |
| black four-pointed star | ✦         | U+2726 |
| white four-pointed star | ✧         | U+2727 |

## Stella a cinque punte
Se disegnata con segmenti di uguale lunghezza e angoli di 36° nelle punte è detta "stella equilatera a 5 punte". Se i vertici interni adiacenti vengono uniti con dei segmenti si ottiene un pentagramma che è il più semplice poligono stellato unicursale.
Si tratta di un ideogramma molto comune, utilizzato ad esempio nella bandiera di 35 stati nel mondo e presente nell'emblema della Repubblica Italiana.

### Glifi a cinque punte
| Nome                                            | Carattere | Codice |
| ----------------------------------------------- | --------- | ------ |
| Operatore di Hodge                              | ⋆         | U+22C6 |
| Stella cerchiata, simbolo funzionale dell'APL   | ⍟         | U+235F |
| Stella con dieresi, simbolo funzionale dell'APL | ⍣         | U+2363 |
| Stella nera                                     | ★         | U+2605 |
| Stella bianca                                   | ☆         | U+2606 |
| Stella e luna crescente                         | ☪         | U+262A |
| Stella bianca a linea intrecciata               | ⚝         | U+269D |
| Stella bianca marcata                           | ✩         | U+2729 |
| Stella bianca inscritta in cerchio nero         | ✪         | U+272A |
| Stella nera con cerchio bianco inscritto        | ✫         | U+272B |
| Stella bianca con cerchio nero inscritto        | ✬         | U+272C |
| Stella nera con contorno                        | ✭         | U+272D |
| Stella nera con contorno marcato                | ✮         | U+272E |
| Stella a girandola                              | ✯         | U+272F |
| Stella bianca con ombra                         | ✰         | U+2730 |
| Stella gialla grande                            | ⭐        | U+2B50 |
| stella nera piccola                             | ⭑         | U+2B51 |
| Stella bianca piccola                           | ⭒         | U+2B52 |

## Stella a sei punte

Esagramma

Se i bordi colineari di una stella regolare a sei punte sono connessi si ottiene il cosiddetto esagramma o stella di David. Simbolo associato comunemente, ma non esclusivamente, con il Giudaismo. In questo caso le sei punte rappresentano i dodici patriarchi o le dodici tribù.
La stella a sei punte simmetrica senza linee interne è utilizzata per indicare le stelle fisse e a parte l'uso nei distintivi di alcune forze di polizia ricorre poco nella cultura occidentale.
La stella a sei punte allungata orizzontalmente è stata utilizzata come simbolo alchemico o per indicare la data di nascita (in contrapposizione al simbolo della croce per indicare la morte).
Il fiore della vita, pur non essendo propriamente una stella, è un simbolo a sei punte molto utilizzato.

### Glifi a sei punte
| Nome                    | Carattere | Codice |
| ----------------------- | --------- | ------ |
| Stella di David         | ✡         | U+2721 |
| Stella nera a sei punte | ✶         | U+2736 |
| Asterisco slavo         | ꙳         | U+A673 |

## Stella a sette punte
È collegata al simbolismo del numero sette.
Inoltre, è presente negli stemmi e nella bandiera dell'Australia. In questo contesto le sette punte rappresentano i sei stati dell'Australia più uno per i territori attuali e quelli futuri.
È presente anche nella bandiera della Giordania, nella bandiera dell'Iraq del periodo 1921-1959 e nel sigillo della Nazione Cherokee.
Un eptagramma è una stella a sette punte disegnata con sette tratti rettilinei. Esistono due tipi di eptagrammi: 
- eptagramma acuto, poligono stellato {7/3}
- eptagramma ottuso, poligono stellato {7/2}

## Stella a otto punte
Presente nella bandiera dell'Azerbaigian, nella bandiera dell'Iraq del periodo 1959–1963 e nella stella di Lakshmi.

### Glifi a otto punte
| Nome                              | Carattere | Codice |
| --------------------------------- | --------- | ------ |
| Stella nera a otto punte acute    | ✴         | U+2734 |
| Stella a girandola con otto punte | ✵         | U+2735 |
| Stella nera a otto punte          | ✷         | U+2737 |
| Stella nera ad angoli retti       | ✸         | U+2738 |

## Stella a nove punte
Il numero nove ha una valenza simbolica nella Fede bahai; altrettanto vari suoi derivati, come il numero dei lati nei templi baha'i o la stella a nove punte.
L'enneagramma è un simbolo geometrico a nove punte utilizzato in ambito psicologico ed esoterico.
Una stella a nove punte è anche la carta topografica della 'città stellata' friulana di Palmanova.

## Stella a dodici punte
Contenuto nella bandiera di Nauru dove rappresenta le dodici tribù sull'isola.

### Glifi a dodici punte
| Nome                       | Carattere | Codice |
| -------------------------- | --------- | ------ |
| Stella nera a dodici punte | ✹         | U+2739 |